# Donald W. Burgess
Pour les articles homonymes, voir Burgess.
Donald W. Burgess (né en 1947) est un météorologue américain qui a apporté une contribution importante à la compréhension des orages violents, notamment en ce qui concerne le développement des tornades, les observations in situ et les techniques de télédétection au radar météorologique. Il est également un vulgarisateur et un formateur aux météorologues en opérations. 

## Biographie
Burgess est né en 1947 à Okmulgee, Oklahoma. Il a étudié les sciences atmosphériques à l'Université d'Oklahoma (OU) où il obtint son Baccalauréat en génie (B.SC.) en 1971 et une Maîtrise (M.Sc.) en 1974. Durant ses études, il participa à plusieurs chasses aux orages organisées par l'université, dont la toute première, à titre de coordinateur radio des équipes de chasse. Il travailla en même temps comme stagiaire-étudiant au National Severe Storms Laboratory (NSSL) où il put participer aux premières expériences avec le nouveau radar météorologique Doppler de Norman et utiliser les données dans sa thèse de Maîtrise.
Après ses études, il fut engagé par le NSSL comme météorologue de recherche. Il fit d'importantes contributions au programme radar national (NEXRAD), en particulier concernant la détection des indices reliés aux tornades dans leurs données. Burgess a ainsi dirigé l'équipe, comprenant entre autres Leslie R. Lemon,  qui a développé l'algorithme de Signature tornadique de rotation (TVS),,. Il est aussi pionnier dans le développement du concept de prévision immédiate, soit la projection du déplacement des échos radar dans le temps. Burgess a en outre participé à de nombreuses campagnes de prise de données radar in situ, comme pour VORTEX 1 en 1994 et 1995 et VORTEX2 de 2009 et 2010. Dans ce dernier cas, il était un des chercheurs principaux et membre du comité directeur.
Un autre domaine d'intérêt fut l'amélioration des prévisions météorologiques, il a ainsi travaillé à la Direction générale de la formation des météorologues opérationnels sur le radar météorologique. Il est également engagé à l'unité de soutien opérationnel du réseau NEXRAD et à l'Institut coopératif pour les études météorologiques de méso-échelle (CIMMS) à l'Université de l'Oklahoma.
Maintenant à la retraite, il a travaillé durant 6 ans avec d'autres éminents chercheurs à un projet informel de révision des données de la fameuse éruption de tornades appelée Tri-State Tornado. Il avait déjà fait un travail complet de révision sur les tornades de 1947 à Glazier-Higgins-Woodward.

## Notoriété
Burgess est apparu à plusieurs émissions de vulgarisation telles que NOVA sur la chaîne publique PBS, à National Geographic Explorer, ainsi que dans le documentaire IMAX Tornado Alley. Il fut interviewé par The Atlantic, Weatherwise, USA Today et d'autres publications. 
Burgess est aussi un chasseur d'orages durant ses loisirs et contribue au magazine Storm Track. Il a été élu Fellow de l'American Meteorological Society en 1993, et a reçu plusieurs médailles et prix de la NOAA pour son travail.